# Infecção subclínica

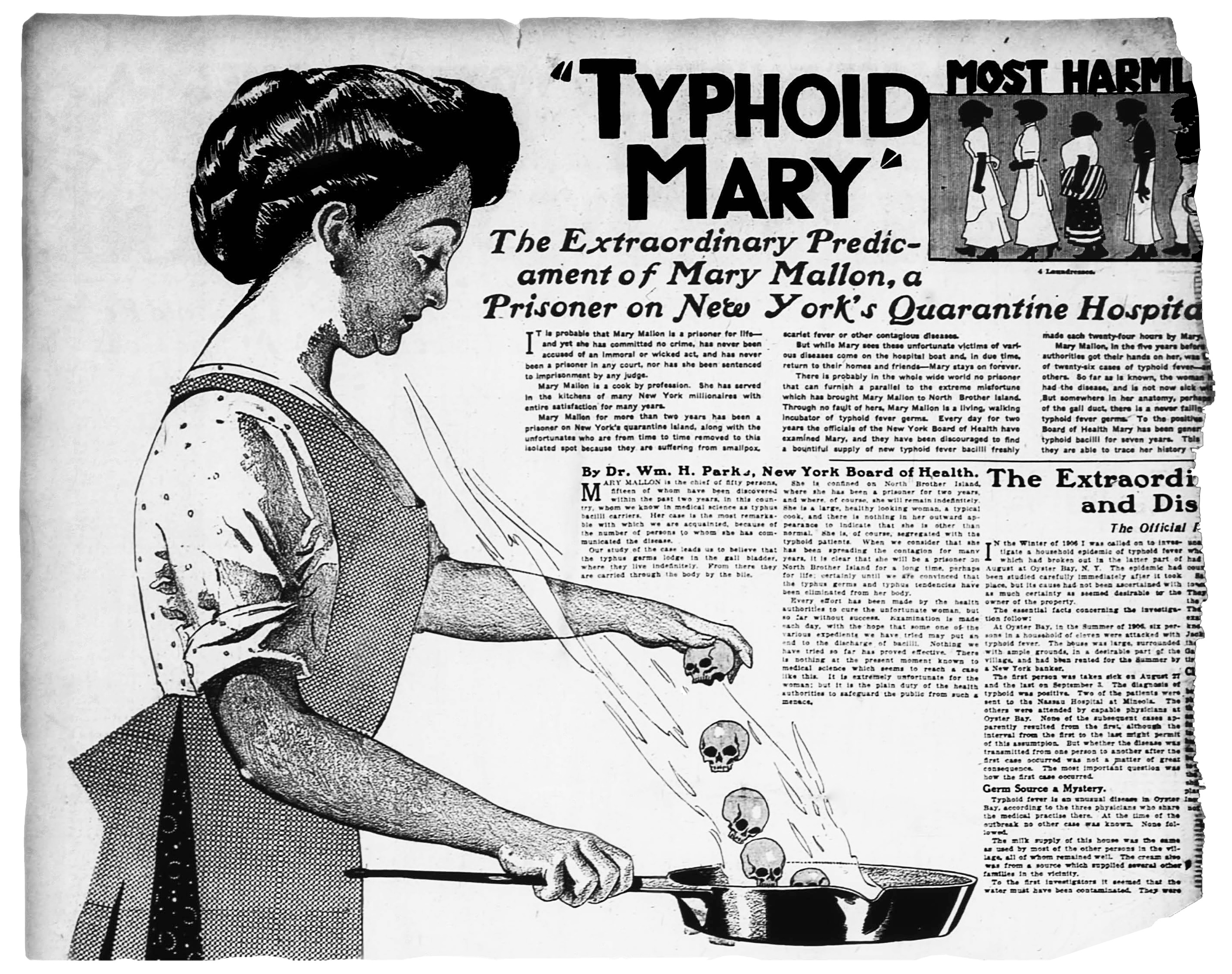
Maria Tifoide, em 1909, foi um caso famoso de uma infecção subclínica de Salmonella enterica serovar Typhi, o agente infeccioso da febre tifoide

Uma infecção subclínica é o carreamento assintomático (sem sinais aparentes) de um agente infeccioso (micróbio, parasita intestinal ou vírus) que geralmente é um patógeno causador de doenças, pelo menos em alguns indivíduos. Muitos patógenos se espalham por serem silenciosamente carregados dessa forma por uma população de hospedeiros. Tais infecções ocorrem tanto em humanos quanto em outros animais. Um exemplo de uma infecção assintomática é um resfriado leve, o qual não é notado pelo indivíduo infectado. Como essas infecções subclínicas frequentemente não despertam sintomas, sua existência é identificada apenas pela cultura microbiológica ou por técnicas de DNA como a reação em cadeia da polimerase (PCR).

## Lista de infecções subclínicas
Os patógenos a seguir (juntamente de suas doenças sintomáticas) são conhecidos por serem carreados assintomaticamente, frequentemente em uma maior porcentagem pela população de potenciais hospedeiros:
- Bordetella pertussis (coqueluche)[1]
- Chlamydia pneumoniae[2]
- Chlamydia trachomatis (clamídia)[3][4][5]
- Clostridium difficile[6]
- Cyclospora cayetanensis[7]
- Vírus da dengue[8]
- Dientamoeba fragilis[9]
- Entamoeba histolytica[10]
- Escherichia coli enterotoxigênica (ETEC)[11]
- Vírus Epstein-Barr[12]
- Infecção estreptocócica do Grupo A[13]
- Helicobacter pylori[14]
- Herpes simplex (herpes oral, herpes genital etc.)[15]
- HIV-1 (AIDS)[16]
- Legionella pneumophila (doença do legionário)[17]
- Vírus do sarampo[18]
- Mycobacterium leprae (hanseníase)[19]
- Mycobacterium tuberculosis (tuberculose)[20]
- Neisseria gonorrhoeae (gonorreia)[3][4]
- Neisseria meningitidis (meningite) [21]
- Salmonella não tifoide[22]
- Norovírus[23]
- Poliovírus (poliomielite)
- Rinovírus (resfriado)[24]
- Salmonella enterica serovar Typhi (febre tifoide)[25]
- Staphylococcus aureus[26]
- Streptococcus pneumoniae (pneumonia bacteriana)[27]
- Treponema pallidum (sífilis)[28]